# Cabeças Redondas

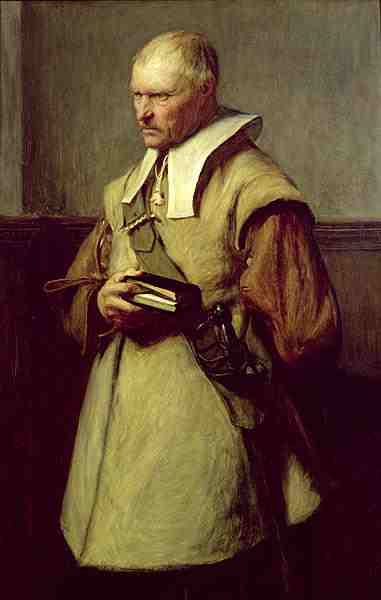
Um cabeça redonda, por John Pettie

Os Cabeças Redondas (Roundheads) eram a oposição parlamentar ao governo de Carlos I (1625 - 1649) na Inglaterra. Também conhecidos como Parlamentares, eles confrontaram Carlos I e seus partidários, conhecidos como Cavaliers, durante a Guerra Civil Inglesa. Eram em sua maioria puritanos burgueses e camponeses revoltados com o abuso do rei, liderados por Oliver Cromwell. Se recusavam a usar perucas, por isso, cabeças redondas: não usavam os comuns volteios de perucas brancas, repletos de cachos. Representavam a nobreza rural puritana, desejosa de aumentar suas terras.

## Ideologia
A maioria dos cabeças-redondas buscava a monarquia constitucional no lugar da monarquia absoluta pretendida por Carlos; entretanto, no final da Guerra Civil Inglesa em 1649, a antipatia pública para com o rei era alta o suficiente para permitir que líderes republicanos como Oliver Cromwell abolissem a monarquia completamente e estabelecessem a Comunidade da Inglaterra.
O comandante-em-chefe dos cabeças-redondas durante a Primeira Guerra Civil Inglesa, Thomas Fairfax, permaneceu um defensor da monarquia constitucional, assim como muitos outros líderes cabeças-redondas, como Edward Montagu, 2º Conde de Manchester, e Robert Devereux, 3º Conde de Essex; no entanto, esta ala moderada foi derrotada por Cromwell e seus aliados mais aptos e radicais, que tiveram o apoio do Exército Novo e aproveitaram da percepção de traição de Carlos à Inglaterra em sua aliança com os escoceses contra o Parlamento.
A maioria dos puritanos e presbiterianos ingleses eram partidários dos cabeças-redondas, assim como muitos grupos religiosos de menor expressão, como os defensores de uma hierarquia descentralizada, conhecidos como independentes. No entanto, muitos cabeças-redondas eram membros da Igreja da Inglaterra, assim como muitos Cavaliers. As facções políticas dos cabeças-redondas incluíam os Escavadores, que formavam um grupo de proto-anarquistas, os Niveladores e o movimento apocalíptico cristão conhecido como Quinta Monarquia.

## Origens

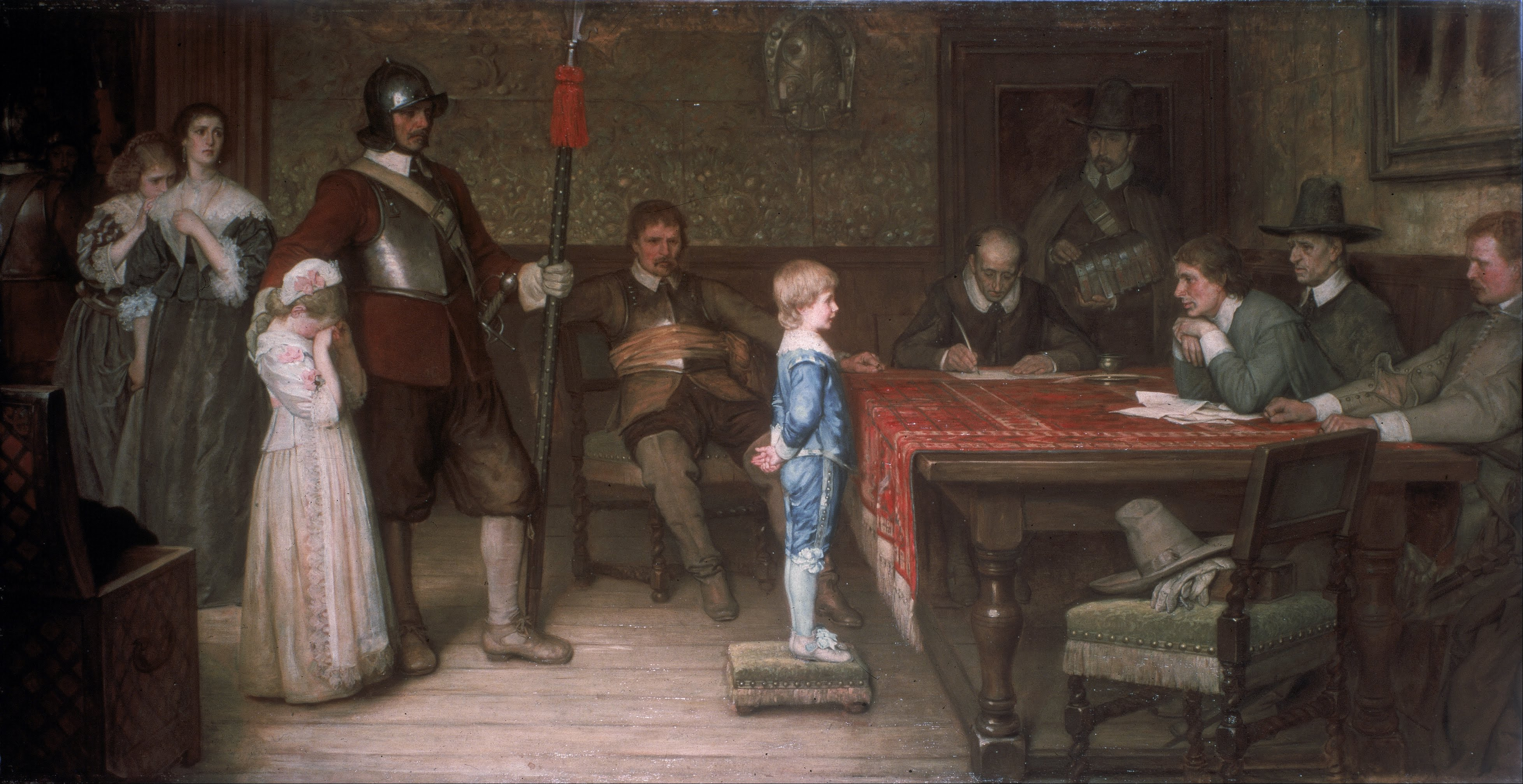
Um cabeça-redonda pergunta a um filho de um Cavalier: "E quando você viu seu pai pela última vez?"

Alguns puritanos, embora não todos, usavam o cabelo cortado rente ao redor da cabeça ou achatado e havia, portanto, um contraste óbvio entre eles e os homens da moda cortês, que usavam cachos longos. Durante a guerra e até mesmo após o fim do conflito, cabeça-redonda foi um termo de escárnio - no Novo Exército era uma ofensa punível chamar um colega soldado de cabeça-redonda. Isso contrastou com o termo "Cavalier" para descrever os partidários da causa monarquista. Cavalier também começou como um termo pejorativo - os primeiros proponentes usaram-no para comparar membros do partido Realista com Caballeros espanhóis que abusaram de protestantes holandeses durante o reinado de Isabel I - mas, ao contrário de cabeça-redonda, o termo Cavalier foi abraçado por aqueles que eram o alvo do epíteto. 